# Easterheughs
Easterheughs ist eine Villa nahe der schottischen Ortschaft Burntisland in der Council Area Fife. 2004 wurde das Bauwerk als Einzeldenkmal in die schottischen Denkmallisten in der höchsten Denkmalkategorie A aufgenommen.

## Geschichte
William Thomas war als Manager der Burntisland Aluminium Works beschäftigt. Des Weiteren baute und reparierte er Cembalos und Clavichorde. Seit den 1930er Jahren lebte Thomas in Rossend Castle in Burntisland. Er erwarb das Grundstück für Easterheughs im Jahre 1946. Thomas besaß keinerlei Architekturkenntnisse, beschloss jedoch trotzdem die Villa selbstständig zu planen und zu bauen. Der Grund wurde zunächst händisch geebnet und dann das Haus von innen nach außen errichtet. Hierbei wurden Bruchstein und Natursteineinfassungen aus aufgelassenen Gebäuden wiederverwendet, beispielsweise von Otterson Castle. Für den Dachstuhl wurden alte Eisenbahnschwellen wiederverwendet, während die Dachpfannen von der geschlossenen Whiskybrennerei Auchtertool stammen. In der Mitte der 1950er Jahre waren die Außenarbeiten abgeschlossen und der Detailausbau des Innenraums wurde vorangetrieben. Bis zu Thomas’ Tod 1989 waren die Arbeiten nicht vollständig abgeschlossen. In den späten 1990er Jahren lebte der schottische Maler Jack Vettriano in Easterheughs.

## Beschreibung
Easterheughs steht isoliert zwischen der A921 und dem Nordufer des Firth of Forth etwa auf halbem Wege zwischen Aberdour und Burntisland. Es ist im Stile eines spätmittelalterlichen Tower House gestaltet. Das rundbogige Eingangsportal des asymmetrisch aufgebauten Gebäudes mit L-förmigem Grundriss befindet sich am Fuße des schwach aus der Fassade heraustretenden Treppenturms im Innenwinkel. Das hölzerne Portal schließt mit einem rundbogigen Kämpferfenster. Ein weiterer Treppenturm tritt aus der Westfassade heraus. Die steilen Satteldächer mit Dachpfannen eingedeckt und mit schlichten Staffelgiebeln gestaltet. Der Kamin ist giebelständig.